# Bwisi (langue)
Pour les articles homonymes, voir Bwisi.
Le bwisi est une langue bantoue parlée en république du Congo et au Gabon. Il n’est pas à confondre avec le talinga-bwisi parlé en république démocratique du Congo et en Ouganda.